# Lucas Monteverde
Lucas Monteverde (Partido di Veinticinco de Mayo, 18 dicembre 1976) è un giocatore di polo argentino.
È un difensore con un handicap di 10 goal ed è noto nel mondo del polo per le sue capacità a cavallo. Ha giocato in squadre come La Martina ed Ellerstina e attualmente in Argentina gioca nella squadra La Dolfina Polo Club insieme ad Adolfo Cambiaso, Bartolomé Castagnola e Mariano Aguerre.
Nel 2005 arriva il suo primo Grande Slam, grazie alle vittorie ottenute nel Veuve Clicquot Cowdray Park Gold Cup, dove fu chiamato all'ultimo momento per sostituire l'infortunato Cambiaso, all'Hurlingham Open, la Gold Cup Deauville e la Gold Cup Sotogrande..
Ha giocato gli Argentine Open per la prima volta nel 2000, vincendoli nel 2005, 2006 e 2007 (grazie ad un suo golden goal)  tutti con la squadra la Dolfina, e in seguito a queste vittorie fu promosso ad un handicap di 10.
È sposato con la modella argentina Loli Lopez ed ha due figli e suo zio Marcelo Monteverde è un allenatore di polo.